# Prunus rufa
Prunus rufa — вид квіткових рослин із підродини мигдалевих (Amygdaloideae).

## Біоморфологічна характеристика
Це листопадне дерево, 4–6 метрів у висоту.

## Поширення, екологія
Ареал: Непал, Тибет, північна Індія, Бутан, М'янма. Населяє субальпійські ліси та чагарники, на висоті від 3000 до 3800 метрів.

## Використання
Рослина збирається з дикої природи для місцевого використання в якості їжі. Плоди вживають сирими чи приготовленими. З листя можна отримати зелений барвник. З плодів можна отримати барвник від темно-сірого до зеленого. Деревина червонувато-коричневого кольору помірно тверда.